# Последний ковбой
Последний ковбой (англ. F.T.W.) — кинофильм.

## Сюжет
Знаменитый некогда ковбой Фрэнк Ти Уэллс возвращается в родные края, отсидев срок в тюрьме. Тем временем преступник-психопат Клэм, его сестра Скарлетт и их напарник Джо спасаются от полиции. Они попадают в засаду, Клэм и Джо погибают. Скарлетт удается спастись. Через некоторое время она встречается с Фрэнком, который приютил её. Увы, Фрэнк не подозревает, что Скарлетт тоже пытается скрыться от своего бурного прошлого, которое, в конце концов, настигает её. Судьба сыграла с Фрэнком злую шутку, но ковбой никогда не бросит свою женщину в беде, даже если это навсегда разрушит его жизнь.

## В ролях
| Актёр           | Роль              |
| --------------- | ----------------- |
| Микки Рурк      | Фрэнк Ти Уэллс    |
| Лори Сингер     | Скарлетт Стюарт   |
| Питер Берг      | Клэм Стюарт       |
| Брайон Джеймс   | шериф Руди Морган |
| Джон Инос III   | Джо Пальмиери     |
| Марк Пеллегрино | Соммерс           |